# ロバート・シェクリイ
ロバート・シェクリイ（Robert Sheckley, 1928年7月16日 - 2005年12月9日）は、アメリカ合衆国のSF作家、脚本家。シェクリィ、シェクリーの表記もある。1950年代にデビューした筆の早い作家であり、シニカルなアイディアの短編小説の名手として知られる。予測不能で不条理な作風で知られ、作品の多くはコミカルだった。
日本においては、『S-Fマガジン』創刊号に収録された短編「危険の報酬」が、のちにSF作家になった人々等に大きな衝撃を与え、本国アメリカでの評価以上に、人気作家となった。
そのひねくれたユーモアに満ちた作風のため、初めて翻訳された短編集『人間の手がまだ触れない』の刊行時に、“奇妙な味”と評された。
しかし、1970年代以降は新作が途絶えたこともあり、急速に忘れられた。
2001年、アメリカSFファンタジー作家協会から名誉作家の栄誉を授与された。

## 生涯
ニューヨーク市ブルックリン区のユダヤ人の家に生まれた。1931年、一家でニュージャージー州メープルウッドに引っ越した。高校時代にサイエンス・フィクションに出会う。1946年、高校を卒業すると、ヒッチハイクでカリフォルニア州まで行き、庭師、プレッツェルのセールスマン、バーテン、牛乳屋、倉庫番、手作りネクタイ店の雑役夫など様々な職を転々とする。最終的に1946年のうちにアメリカ陸軍に入隊し、韓国へと送られた。陸軍では、衛兵、軍隊内の新聞の編集者、給与係員、バンドのギタリストなどを勤めた。1948年、除隊。
その後ニューヨーク大学に入学し、1951年に卒業。同年、最初の結婚をし、子供を1人もうけた。一時期、航空機工場で冶金作業員として働いたが、間もなく新たな展開を迎えることになった。1951年後半、最初の小説 Final Examination が『イマジネーション』という二流のSF雑誌に掲載され、作家としてデビューした。すぐに作家として頭角を現し、イマジネーション誌だけでなくギャラクシー誌などにも作品が掲載されるようになる。1950年代には、単行本が4冊出版された。短編集の『人間の手がまだ触れない』（1954年）、『宇宙市民』（1955年）、『地球巡礼』（1957年）と、長編の『不死販売株式会社』（1958年）である。
1956年離婚し、翌年2度目の結婚。それを期にグリニッジ・ヴィレッジに移り住んだ。1964年に生まれた娘アリサ・クイットニーも作家として成功している。評論家キングズリー・エイミスに絶賛され、シェクリイは巧みで風刺の効いた小説をPLAYBOYなどの一般誌にも掲載できるようになった。1960年代になるとSFだけでなくサスペンス小説も書くようになる。1960年代にはさらに数多くの短編集や長編が出版されており、初期の短編「七番目の犠牲者」を映画化した『華麗なる殺人』が1965年に公開された。しかし60年代はSFにもニューウェーブ運動が起こり、シェクリイ自身も自分のSFに違和感を覚え、SFからは遠ざかる。
1970年代になると主にイビサ島で過ごすようになった。2番目の妻とは1972年に離婚し、同年イビサ島で出会った女性と結婚。2人の子供をもうけている。その後ロンドン、パリへと移住を繰り返し長編二本を書くが、評判にはならなかった。
1980年、アメリカに戻り、新たに創刊された『オムニ』誌のフィクション部門の編集者となった。1981年、4番目の妻と結婚すると、オムニ編集部を去ってヨーロッパ中を旅行して回り、オレゴン州ポートランドに落ち着き、そこで4番目の妻とも別れた。1990年には5番目の妻となる女性と結婚したが、女性の方から離婚している。シェクリイはSF、スパイ小説、推理小説を書き続け、ロジャー・ゼラズニイやハリイ・ハリスンらとの共作も行ったが、時代も変わり作風も変わり、シェクリイの人気が戻ることはなかった。そのため映画のスピンオフ小説を書いて生活していたという。
2005年、国際的なSF作家のイベントに出席するためにウクライナに行き、そこで体調不良を訴え4月27日キエフの病院に入院した。一週間ほど重体となっていたが、徐々に回復していった。シェクリイの公式サイトでは、治療費とアメリカへの帰国のための募金が行われた。アメリカに帰国を果たすと娘たちの住むニューヨーク州ダッチェス郡北部の病院に入院した。11月20日には脳動脈瘤の手術を受けたが、2005年12月9日、ポキプシーの病院で亡くなった。

## 作品
シェクリイは多作で多才な作家だった。オリジナルの短編小説だけでなく、テレビ番組『キャプテン・ビデオ』(en) の脚本、別人の作品のノベライズ（「Babylon 5: 雌伏」）、シェアード・ワールド作品、他の作家との共作なども手がけた。数百の短編小説でよく知られている。典型的な作品としては「悪薬」（ある男が火星人用に調整された精神療法機械に間違ってかけられてしまう話）、「災厄を防ぐ者」（主人公は決して詳しく説明されないあることをすると、恐ろしいことが起きると警告される）、「会計士の守護神」（魔法使いの一家が、息子がさらに不吉な交換によって連れ去られたことを知る）といった短編小説がある。多くの物語の中で、シェクリイは現実とは異なる（一般にもっと不吉な）社会秩序を思索する。その好例が「トラナイへの切符」である。
特に有名なシリーズとして《AAAエース惑星浄化サービス》シリーズがある。
1990年代には、探偵 Hob Draconian を主人公とした3冊の推理小説シリーズを書いている。また、『スタートレック:ディープ・スペース・ナイン』や『エイリアン』の世界を舞台にした小説も書いている。死の直前にはテレビドラマ『プリズナーNo.6』に基づいたオリジナル長編を書く契約を結んでいたが、書き上げる前に亡くなった。
長編『奇蹟の次元』はダグラス・アダムズに影響を与えていると言われることがあるが、ニール・ゲイマンの銀河ヒッチハイクガイド解説本の中でアダムズへのインタビューが掲載されており、そこでアダムズは『銀河ヒッチハイクガイド』を書き上げるまでシェクリイのその小説は読んだことがなかったと主張している。
日本では、1959年12月に創刊された『SFマガジン』創刊号に掲載された、シェクリイの疑似イベント物の短編「危険の報酬」に小松左京、筒井康隆らが衝撃を受けて影響されたとされ、1960年代は「50年代SFを代表する、重要なSF作家」とされていたが、新しい波の台頭後は評価が極端にさがり「忘れられた作家」に近くなった。

## 映像化作品
シェクリイの初期の作品のひとつで1953年にギャラクシー誌に掲載された「七番目の犠牲者」はイタリア映画『華麗なる殺人』（原題 La decima vittima）のベースとなった。この映画にはマルチェロ・マストロヤンニとウルスラ・アンドレスが出演している。この映画をシェクリイ自身がノベライズした長編小説『標的ナンバー10』が1966年に出版された。
シェクリイの長編小説『不死販売株式会社』は、科学技術的手段によって「死後の生」が可能となった世界を描いたもので、これを下敷きにした映画『フリージャック』が1992年に公開された。出演はミック・ジャガー、エミリオ・エステベス、レネ・ルッソ、アンソニー・ホプキンス。
1954年の短編「幽霊第五惑星」と1955年の短編「救命艇の叛逆」は、ソビエト連邦のSFテレビ番組 This Fantastic World のエピソードにそれぞれ採用されている。
1958年の短編「危険の報酬」は、1970年にドイツのテレビ映画 Das Millionenspiel の原作として採用され、1983年にはフランス映画 Le Prix du Danger の原作としても採用された。人々が自分を殺そうとするのを1週間回避すれば多額の賞金が得られるというテレビ番組に出演することになった男の話であり、リアリティ番組の出現を予見したものと言える。1982年のスティーヴン・キングの『バトルランナー』と色々な点で類似している（こちらも後に映画化されている）。
短編「監視鳥」（1953年）はアメリカ製の短命に終わったテレビ番組 Masters of Science Fiction のエピソードに採用されている。実際、この番組はアメリカ国内では放送されず、カナダでのみ放送された。
1950年代のラジオドラマ X Minus One でも、「七番目の犠牲者」、「悪薬」、「災厄を防ぐ者」といったシェクリイの作品がいくつか採用されている。1950年代後半には別のラジオ番組 Tales of Tomorrow でも「監視鳥」が原作として採用され、南アフリカでも同じく「監視鳥」がラジオドラマの原作に採用されている。
日本では、1959年の短編「夢売ります」がテレビ番組『世にも奇妙な物語』のエピソード「夢を買う男」（1991年）に採用されている。また、円谷プロダクションの特撮テレビ番組『ウルトラQ』の第11話「バルンガ」は、シェクリィの1952年の短編「ひる」を下敷きにしたものだと考えられている。

## 他の作家のシェクリイ評
- 「ロバート・シェクリイ: この分野が生み出した最高の短編作家」 - アラン・ディーン・フォスター[11]
- 「シェクリイの最高傑作はヴォルテールとソーダに匹敵する」 - ブライアン・オールディス[12]
- 「1950年代から1960年代半ばまであらゆる分野で活動したおそらく最高の短編作家」 - ニール・ゲイマン[13]
- 「彼は常にアイデアに満ちている」 - キングズリー・エイミス[14]
- 「機知に富み、巧妙で……純粋なヴォルテールとトニックを混ぜた一杯のようだ」 - J・G・バラード[14]
- 「マルクス兄弟が演劇ではなく文学の才能を持っていたら……ロバート・シェクリイのようになっていただろう」 - ハーラン・エリスン[14]

## 著作リスト

### 長編
- 『不死販売株式会社』 Immortality, Inc. (1959)
  - 1992年、アメリカで「フリージャック」として映画化
- 『ロボット文明』 The Status Civilization (1960)
- 『明日を越える旅』 Journey Beyond Tomorrow (1962)
- 『精神交換』 Mindswap (Galaxy 1965/6)
- 『標的ナンバー10』 The 10th Victim (1965) 
  - 1965年、イタリアで「華麗なる殺人」として映画化（正確には長編小説の方が映画のノベライズ）
- 『奇蹟の次元』 Dimension of Miracles (1968)

### 短編
- 『危険の報酬』 The Prize of Peril（1958）[† 1]

### 短編集
- 『人間の手がまだ触れない』 Untouched by Human Hands (1954)
- 『宇宙市民』 Citizen in Space (1955)
- 『地球巡礼』 Pilgrimage to Earth (1957)
- 『無限がいっぱい』 Notions: Unlimited (1960)[† 2]
- 『宇宙のかけら』 Shards of Space (1962)
- 『人類の罠』 The People Trap and Other Pitfalls (1968)
- 『残酷な方程式』 Can You Feel Anything When I Do This?, and Other Stories (1971)

その他、未訳作品および個人短編集には未収録の短編多数あり。

## 書誌
1. ↑  井上一夫 訳、ジュディス・メリル編、創元SF文庫、東京創元社、『SF ベスト・オブ・ベスト 下』所収、ISBN 978-4-488-61309-9
2. ↑  宇野利泰訳、早川書房〈異色作家短篇集〉2006年。